# A więc wojna
A więc wojna (ang. This Means War) – amerykańska komedia z elementami kina akcji i romansu z 2012 roku w reżyserii McG.

## Fabuła
Franklin Delano Roosevelt Foster, znany jako FDR (Chris Pine), jest przystojnym, ujmującym mężczyzną, na którego widok zmięknie serce każdej kobiety. Jego najlepszym kumplem i partnerem jest James, znany jako Tuck (Tom Hardy) – równie przystojny, ale nie aż tak ułożony, żeby dorównać Franklinowi w oczarowywaniu dziewczyn. Razem stanowią jednak duet nie do pokonania. Są zdolni i świetnie wyszkoleni. Prawdziwa śmietanka agentów CIA. Ich długoletnia przyjaźń i partnerstwo zostają wystawione na próbę, kiedy nieświadomie zaczynają spotykać się z tą samą kobietą. Jest nią Lauren Scott (Reese Witherspoon) – specjalistka od oceny produktów w jednej z największych firm dbających o dobro konsumentów. Jest prawdziwym fachowcem, ale jak dotąd prześladował ją pech – nie umiała znaleźć fajnego faceta.

## Obsada
- Chris Pine jako FDR Foster
- Tom Hardy jako Tuck Henson
- Reese Witherspoon jako Lauren Scott
- Til Schweiger jako Heinrich
- Chelsea Handler jako Trish
- Laura Vandervoort jako Britta
- Leela Savasta jako Kelly
- Angela Bassett jako Collins
- Abigail Spencer jako Katie
- Warren Christie jako Steve
- Rosemary Harris jako Nana Foster